# Topografische Reduktion
Als topografische Reduktion wird in der Geodäsie und in der Geophysik die rechnerische Beseitigung der Topografie bezeichnet.
Diese Reduktion ist bei verschiedensten Aufgaben notwendig, um die vom Gelände verursachten Störungen im terrestrischen Schwerefeld zu berücksichtigen bzw. das Feld zu glätten. Im Hochgebirge können sie Lotabweichungen bis zu ±50″ (Winkelsekunden) verursachen, während sie die Schwerkraft z. B. in den Zentralalpen um etwa 200 Milligal verringern.
Üblicherweise wird aber nicht die gesamte Topografie bis hinab zum Geoid „abgehoben“, sondern das Gelände im Höhenniveau des jeweiligen Messpunktes „eingeebnet“. Dies erfolgt bis zu Entfernungen von einigen Dutzend Kilometern mit Hilfe unterschiedlicher Methoden:
- mittels einer großmaßstäblichen topografische Karte und einer Schablone mit Kreisringsektoren, um die Geländehöhen rund um den Messpunkt ablesen zu können
- durch ein digitales Geländemodell aus einer Datenbank oder
- durch Näherungsmethoden:
  - mit Massenpunkten oder Massenlinien
  - mit der Zwei-Punkt-Methode
  - mit Flächenbelegungen
  - mit dem Potential der einfachen Schicht.

Die erste Methode erfordert einen relativ hohen Zeitaufwand, ist allerdings theoretisch vorzuziehen. Die zweite Methode hat den Vorteil der Automatisierung, doch muss sie einige potentialtheoretische Stufeneffekte im Computerprogramm berücksichtigen.
Mit den Näherungsmethoden kann man sich – je nach Aufwand – den streng ermittelten Werten bis auf wenige Prozent annähern.